# Sobieńczyce
Sobieńczyce est une localité polonaise de la voïvodie de Poméranie et du powiat de Puck. 